# 트리올
트리올은 유기화학에서 글리세롤과 같은 3개의 수산기(-OH작용기)를 포함하는 유기 화합물이다. 트라이올이라는 이름으로도 불리는 화합물이다.

## 같이 보기
- 유기화학
- 유기 화합물